# Yves Legrand
Pour les articles homonymes, voir Legrand.
Ne doit pas être confondu avec Yves Le Grand.
Yves Legrand, né le 4 février 1935 à Rennes, est un footballeur français des années 1950 et 1960. Durant sa carrière, il évolue au poste d'attaquant, principalement au Stade rennais et au FC Rouen.

## Biographie
Né le 4 février 1935 à Rennes, Yves Legrand est formé par le club local de la Tour d'Auvergne. Il participe sous ses couleurs à plusieurs concours récompensant les meilleurs jeunes footballeurs, et évolue avec l'équipe fanion en Division d'honneur. En 1954, il est recruté par le Stade rennais, qui l'intègre à son effectif professionnel, entraîné par Salvador Artigas. S'il fait rapidement ses débuts en équipe première, le 12 septembre 1954 à l'occasion d'un déplacement sur le terrain du Perpignan FC, Yves Legrand ne dispute que trois rencontres de Division 2 durant cette première saison. Il marque cependant son premier but professionnel, en trente-deuxièmes de finale de Coupe de France face à l'US Saint-Malo. La saison suivante, il forme le trio d'attaque du Stade rennais avec Jean Grumellon et José Caeiro. Marquant onze buts en trente matchs de championnat disputés, il participe à la remontée rennaise en Division 1, qui s'accompagne d'un titre de champion de D2. Dans l'élite, cependant, son efficacité se révèle moindre, avec trois buts marqués en dix-neuf matchs disputés durant l'exercice 1956-1957.
Yves Legrand est prêté au SCO Angers pour la saison 1957-1958. Il y marque quatre buts en huit matchs disputés, alors que le SCO termine à la quatrième place du championnat. En 1958, l'attaquant est finalement transféré au FC Rouen, en deuxième division. Il y retrouve son efficacité de buteur, et participe à la remontée du club normand en première division, en 1960, en marquant douze buts durant la saison. Toutefois, l'année suivante, il ne marque qu'un but, ayant perdu sa place au profit de Claude Corbel, Jean-Louis Buron ou encore René Bliard. Prêté au FC Nancy, il y joue dix-sept rencontres et marque un but, puis retourne au FC Rouen. Retrouvant sa place en attaque, il termine deuxième meilleur buteur rouennais à l'issue de la saison 1962-1963, avec huit unités. Avant de mettre un terme à sa carrière professionnelle, il dispute une dernière saison au FC Rouen, en 1963-1964, lors de laquelle il ne prend part à aucun match de championnat, mais marque un but contre l'US Forbach en Coupe Drago,.

## Palmarès
Durant sa carrière, sous les couleurs du Stade rennais, Yves Legrand obtient le titre de champion de France de Division 2 en 1956.

## Statistiques
| Saison                | Club                  | Championnat           | Championnat | Championnat | Coupe(s) nationale(s) | Coupe(s) nationale(s) | Total | Total |
| Saison                | Club                  | Division              | M.          | B.          | M.                    | B.                    | M.    | B.    |
| 1954-1955             | Stade rennais UC      | Division 2            | 3           | 0           | 1                     | 1                     | 4     | 1     |
| 1955-1956             | Stade rennais UC      | Division 2            | 30          | 11          | 4                     | 2                     | 34    | 13    |
| 1956-1957             | Stade rennais UC      | Division 1            | 19          | 3           | 2                     | 2                     | 21    | 5     |
| 1957-1958             | SCO Angers (prêt)     | Division 1            | 8           | 4           | 2                     | 0                     | 10    | 4     |
| 1958-1959             | FC Rouen              | Division 2            | 26          | 6           | 1                     | 0                     | 27    | 6     |
| 1959-1960             | FC Rouen              | Division 2            | 35          | 12          | 2                     | 1                     | 37    | 13    |
| 1960-1961             | FC Rouen              | Division 1            | 16          | 1           | 1                     | 0                     | 17    | 1     |
| 1961-1962             | FC Nancy (prêt)       | Division 1            | 14          | 1           | 3                     | 0                     | 17    | 1     |
| 1962-1963             | FC Rouen              | Division 1            | 28          | 8           | 3                     | 1                     | 31    | 9     |
| 1963-1964             | FC Rouen              | Division 1            | 0           | 0           | 1                     | 1                     | 1     | 1     |
| Total sur la carrière | Total sur la carrière | Total sur la carrière | 179         | 46          | 20                    | 8                     | 199   | 54    |